# Амати, Карло
Ка́рло Ама́ти (итал. Carlo Amati; 22 августа 1776 года, Монца — 23 марта 1852 года, Милан) — итальянский архитектор классицизма.

## Творческая деятельность
С ранней молодости занимал должность профессора в миланской академии (Accademia di belle arti di Brera), имел много учеников, основательно их познакомив с классической архитектурой.
Успешное украшение собора в Павии доставило Амати заказ от Наполеона — отделать окончательно Миланский собор (1806) по проекту первого зодчего. Работы над фасадом Дуомо зодчий описал в сочинении «Iconografia ed ortografia del Duomo di Milano» (Милан).
Амати был членом академий: венской, петербургской и амстердамской.
Умер в 1852 году; был погребён с большой торжественностью в Милане, в церкви св. Карла Борромео (Chiesa di San Carlo al Corso), им перестроенной.

## Издания
Пользовался известностью как писатель об искусстве, написал:
- «Gli ordini di Architettura del Vignola»
- «Regole del Chiaroscuro in Architettura»
- «Apologia di M. Vitruvio»
- «L’Architettura di M. Vitruvio».

Его сочинение «Antichità di Milano esistenti presso San Lorenzo» (1822) описывает древние мраморные работы, с подборкой архитектурных и скульптурных орнаментов.